# Helladia pontica
Helladia pontica är en skalbaggsart som först beskrevs av Ludwig Ganglbauer 1884.  Helladia pontica ingår i släktet Helladia och familjen långhorningar. Inga underarter finns listade i Catalogue of Life.